# 三沢市寺山修司記念館
三沢市寺山修司記念館（みさわしてらやましゅうじきねんかん）は、青森県三沢市ゆかりの芸術家寺山修司の記念館・文学館。

## 概要
寺山修司の母はつより寄贈された遺品の保存と公開のために三沢市が三沢市民の森公園内に建設した寺山修司の顕彰施設である。1997年（平成9年）7月27日に開館した。建物は延床面積約833平方メートルの展示棟とホワイエ棟があり、渡り廊下で繋がる。ホワイエ棟外壁は、寺山修司と交流のあった約30人のメッセージと寺山修司の作品を題材とした陶板149枚で飾られる。
館内は、寺山修司が主宰した劇団「演劇実験室・天井棧敷」の舞台や映画のセットの再現、そして11台の机の引き出しの中を懐中電灯で照らしての鑑賞など、先例を見ない展示がされている。
館から徒歩5分の小田内沼の畔には「作家寺山修司文学碑」が1989年（平成元年）に設けられており、碑に至る散策路には道標のように歌碑が点在する。

## 利用情報
- 開館時間 - 9:00から17:00（入館は16:30まで）
- 休館日 - 月曜日（祝日の場合は翌日）/ 年末年始（12月29日?翌年1月3日）、8月の第1、第2、第3月曜は開館

## 周辺
- 三沢市民の森公園
  - 三沢市歴史民俗資料館（隣接）
- 小田内沼
- 小川原湖
- 住友化学三沢工場